# René Lalique
René Jules Lalique, född den 6 april 1860 i Ay, Marne, död den 1 maj 1945, var en fransk juvelerare och glaskonstnär.

## Biografi
Sitt tidiga liv tillbringade Lalique med att lära sig metoder för den design och konst han kom att använda senare i livet. År 1872 började han studera vid Collège Turgot där han började rita och skissa. Han deltog också i kvällskurser vid Ecole des Arts Décoratifs. Han arbetade där 1874-1876 och tillbringade därefter två år på Crystal Palace School of Art Sydenham, London. Vid Sydenham Art College lärde han sig mer om grafisk design, och hans naturalistiska inställning till konsten utvecklades vidare.
Lalique började 1885 tillverka smycken i jugendstil och hade innan dess arbetat hos flera kända juvelerarfirmor, bland annat Aucoq, Cartier och Boucheron. 1902 började han experimentera med gjutet glas. Det stora genombrottet kom runt 1906 då han började formge parfymflaskor. På 1910-talet gav han upp sin smycketillverkning och satsade fullt ut på glaset. Han startade 1913 ett glasbruk i Combs-la-Ville, Alsace och kom att formge över 350 modeller av vaser och skålar; därtill kom glasjuveler, servisglas med mera. Hans främsta verk är framför allt vaser och skålar i ofärgat eller matterat glas med formpressade reliefdekorer av bland annat kvinnofigurer och olika växter och djur, som trollsländor och hästar. 1918 startade han ett större glasbruk i Wingen-sur-Moder, Alsace. 
Företaget Lalique finns fortfarande och tillverkar glasföremål. Föremål tillverkade under Laliques levnadstid är signerade R. Lalique, och föremål tillverkade efter 1946 enbart Lalique. René Lalique är begravd på kyrkogården Père Lachaise  i Paris.

## Bilder

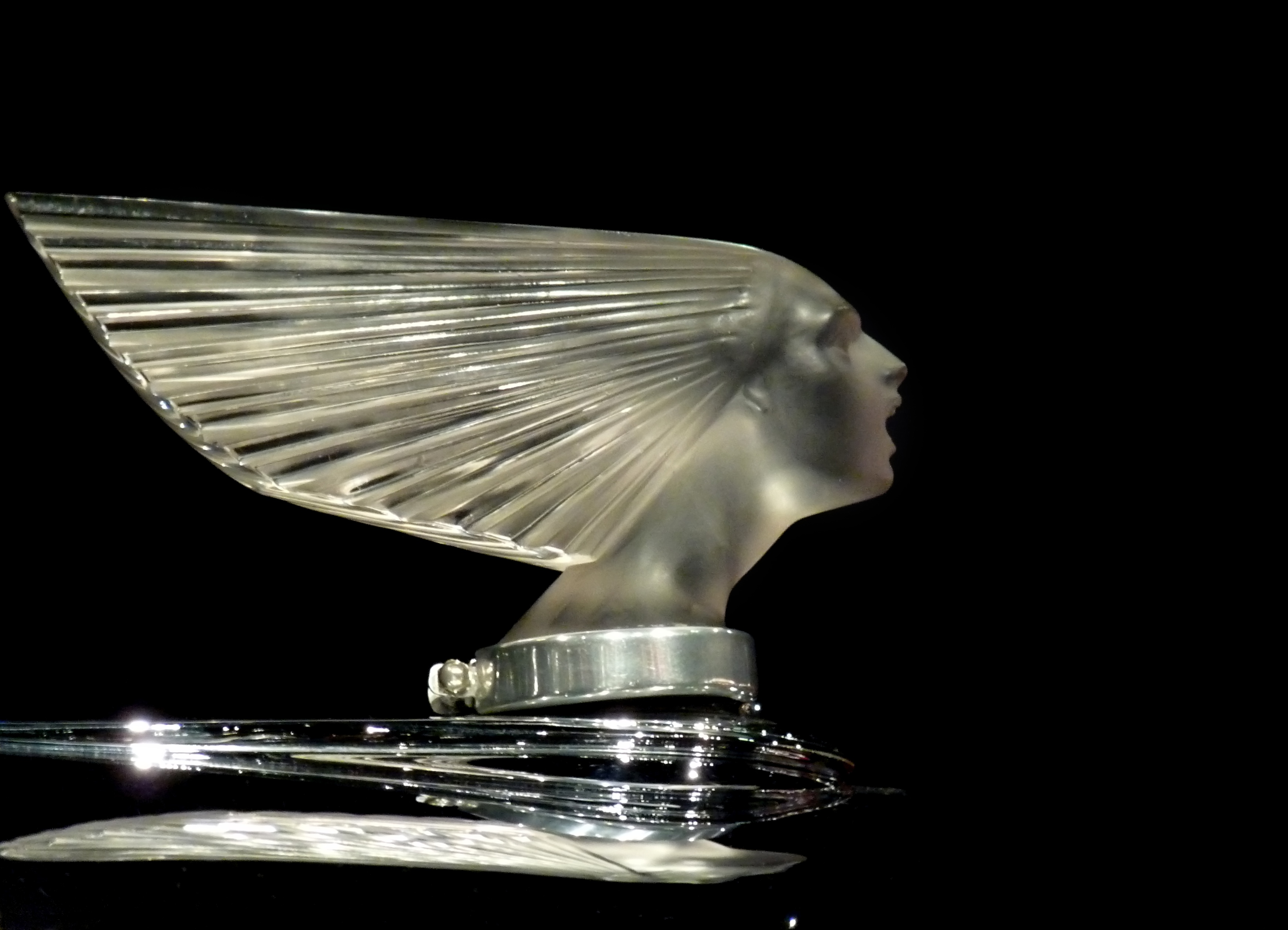
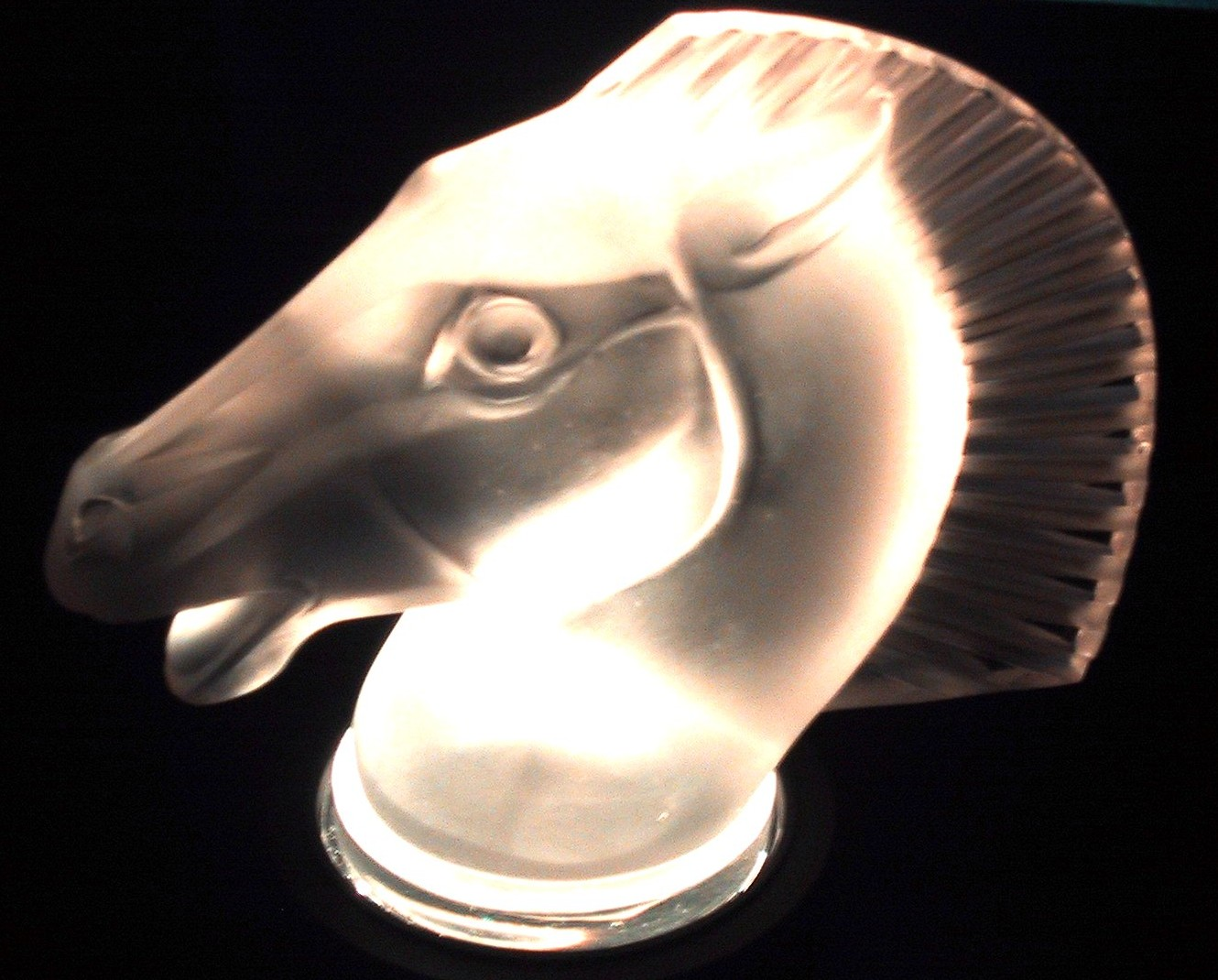
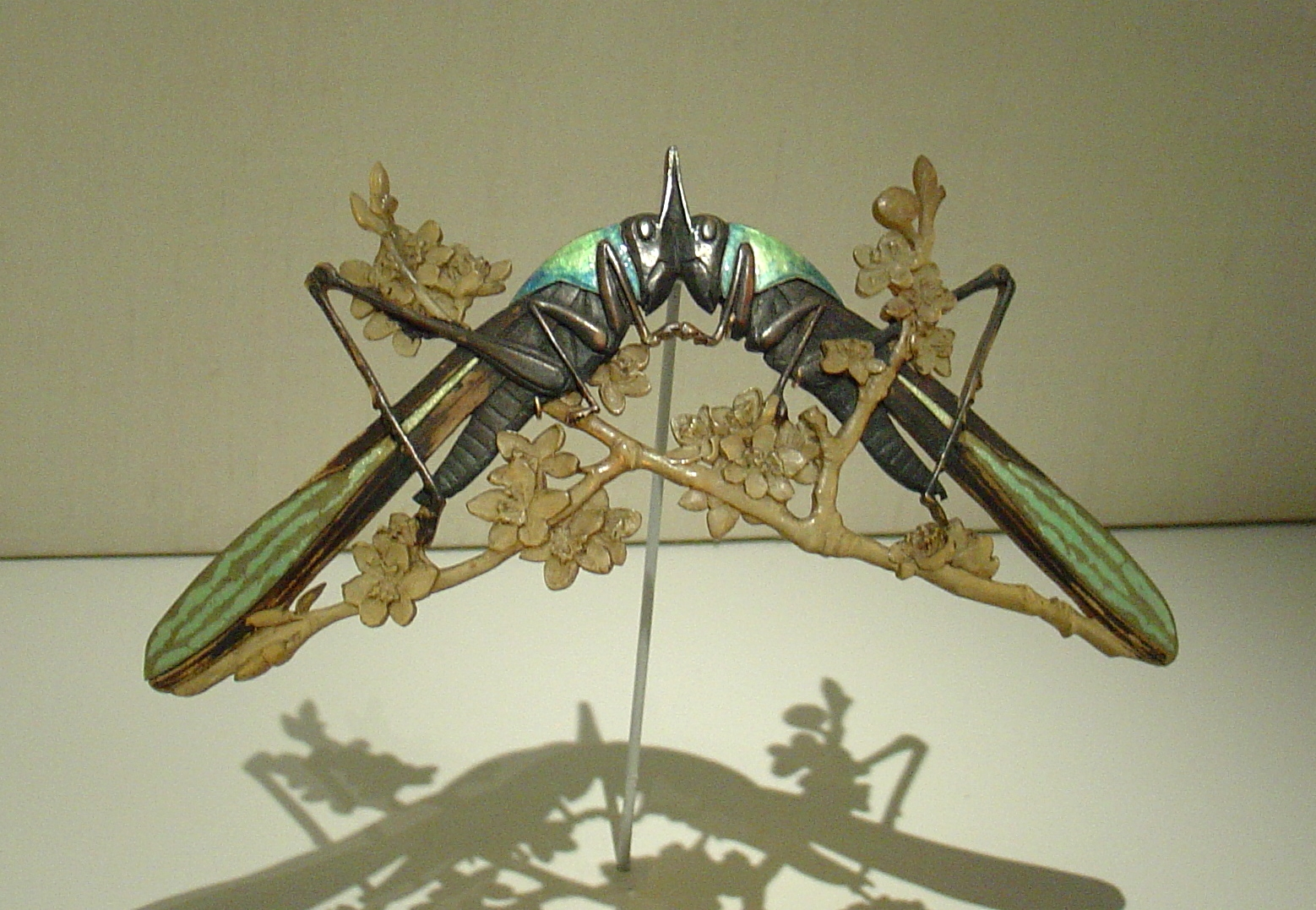
Cicadas, Museu Calouste Gulbenkian
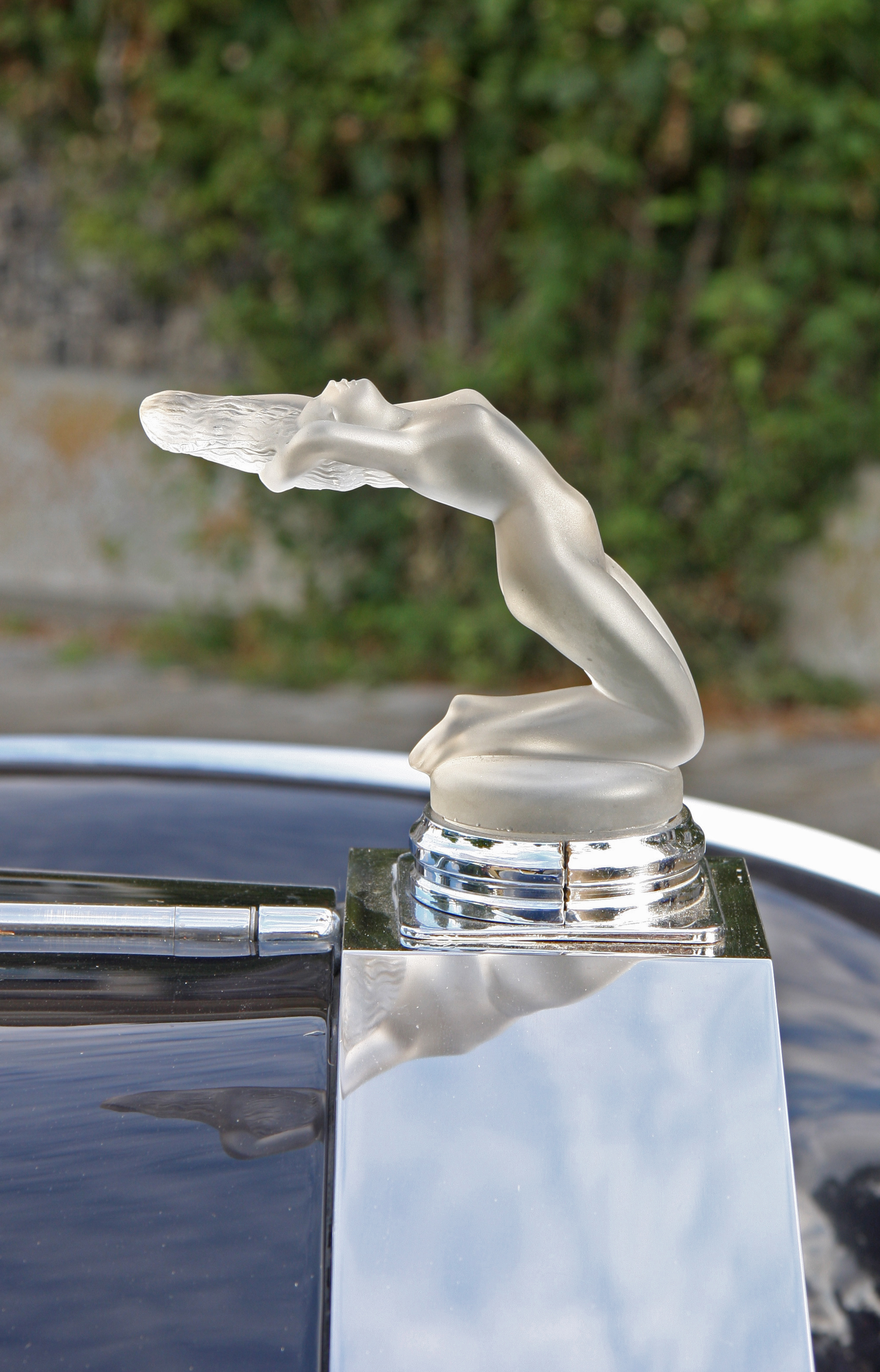
1956 Rolls-Royce Silver Wraith, glass model
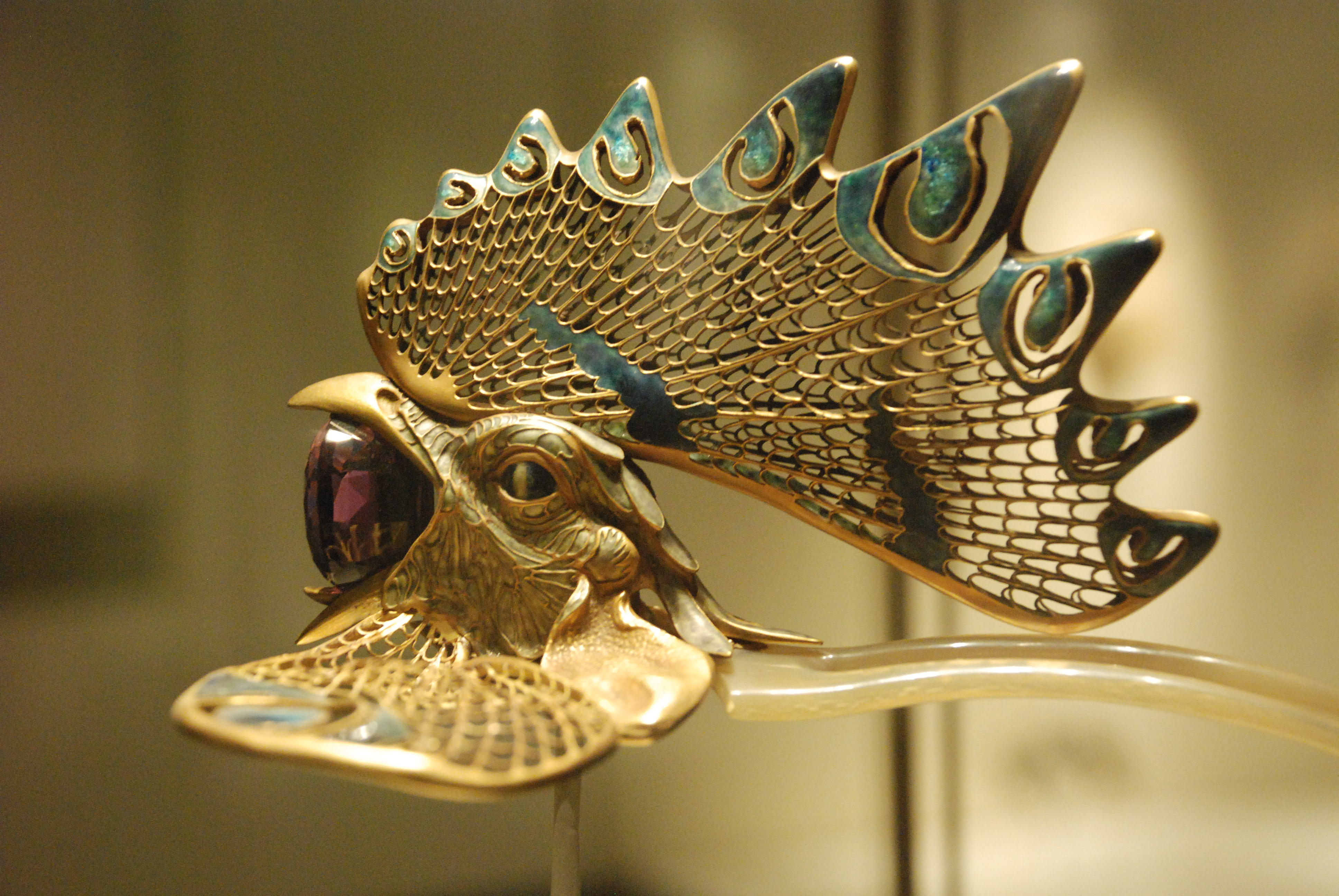
Tiara, Museu Calouste Gulbenkian
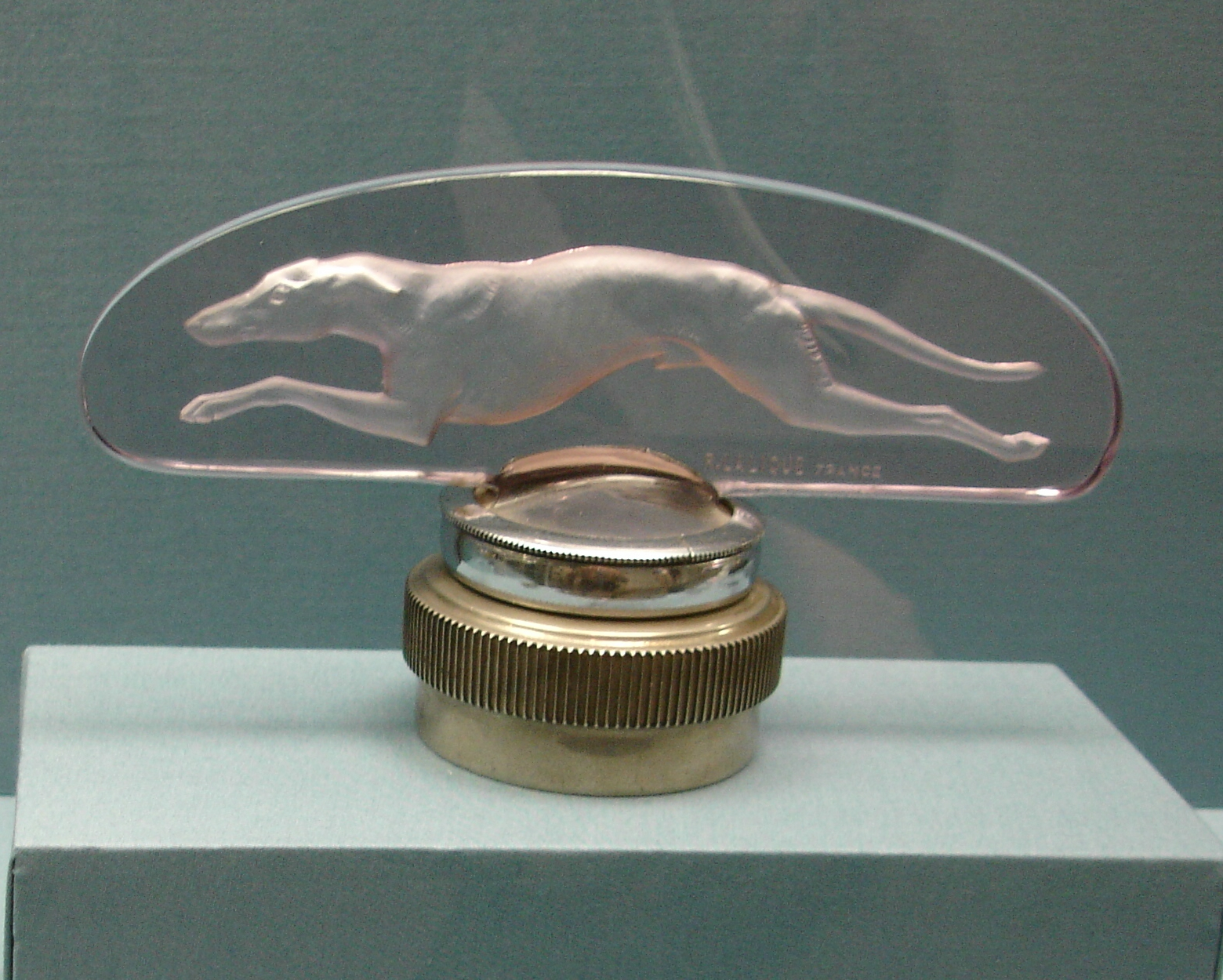
Lalique Hood ornament
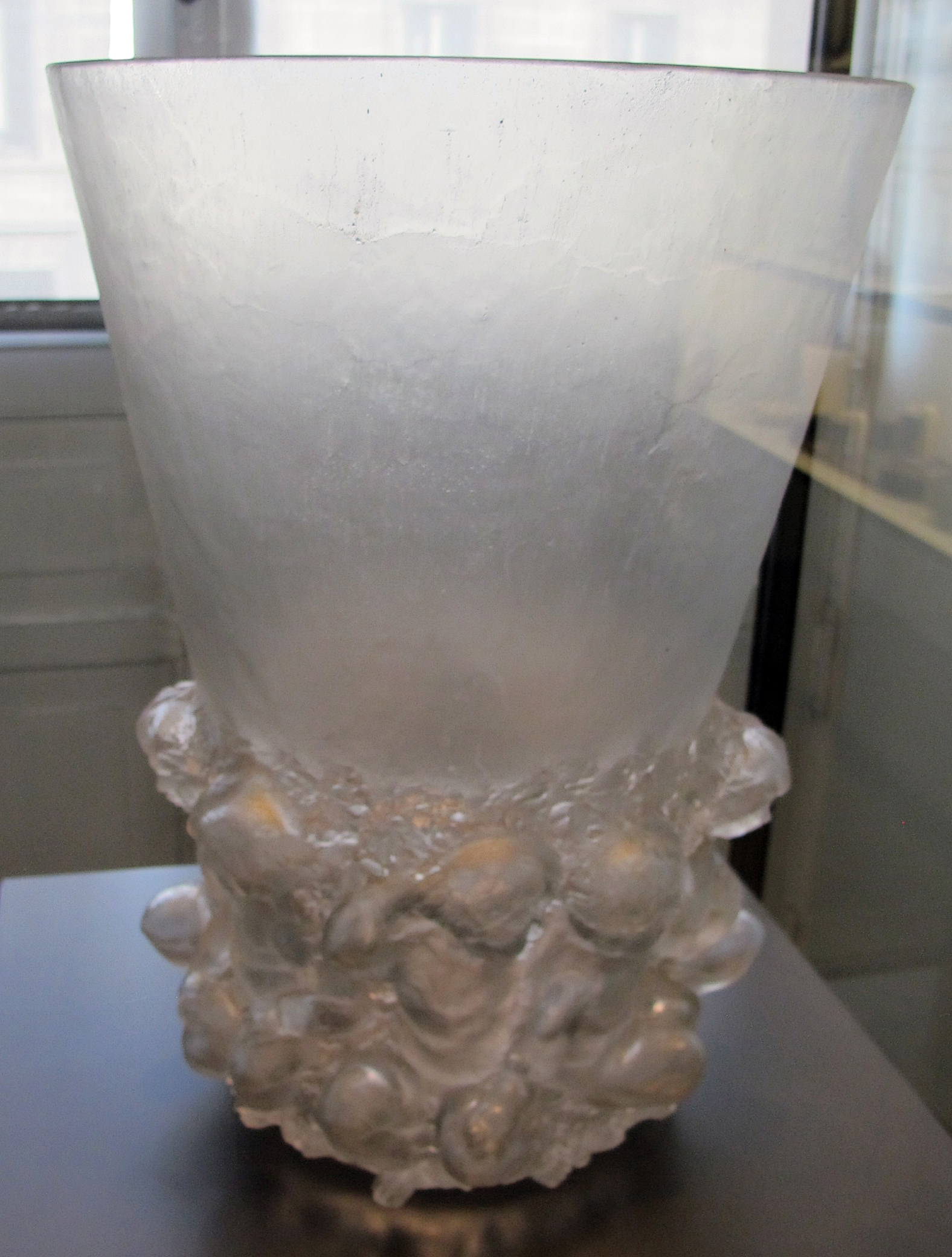
Glass vase
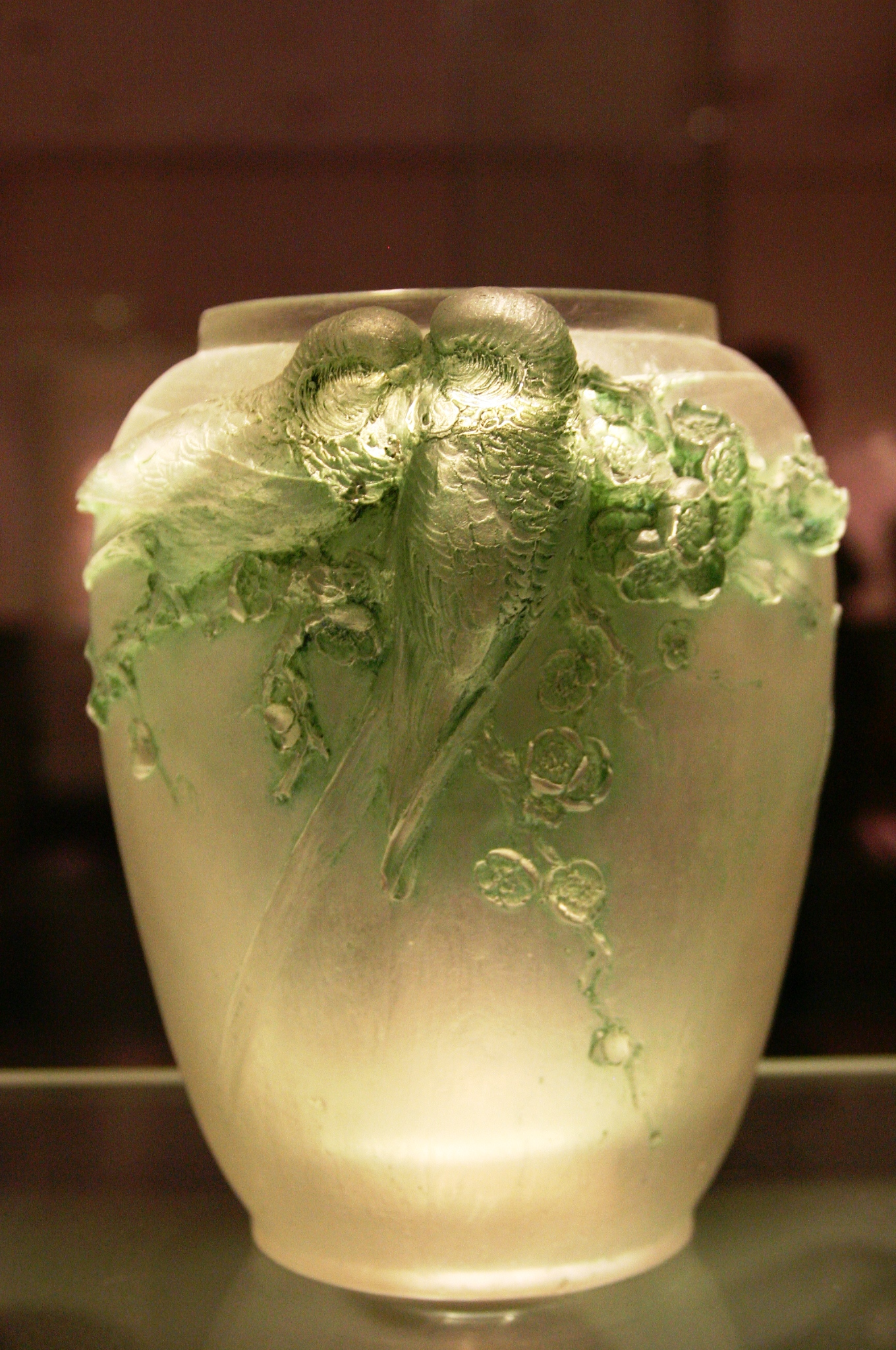
Glass vase
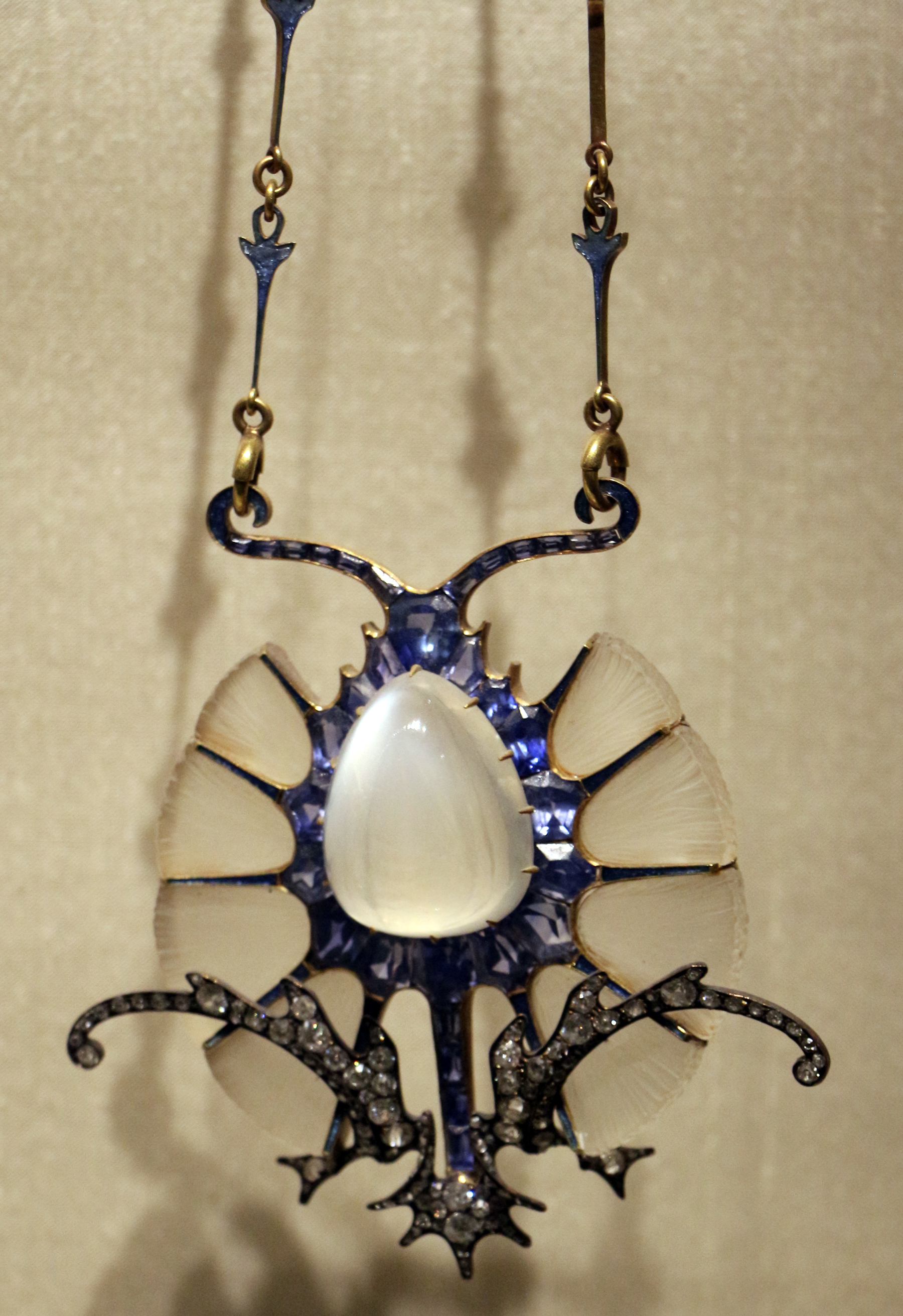
Pendant